# Mastigias papua
Mastigias papua is een schijfkwal uit de familie Mastigiidae. De kwal komt uit het geslacht Mastigias. Mastigias papua werd voor het eerst wetenschappelijk beschreven door Lesson. 
Deze kwal onderhoudt een symbiotisch relatie met zoöxanthellen, algen die in het weefsel van de kwal zitten. De algen gebruiken zonlicht om de kwal van voedsel te voorzien in ruil voor een veilige plaats om te leven.